# Dreame
 (novembre 2024).
Dreame (Dreame Technology Co., Ltd.), également connu sous le nom de Dreametech, est un fabricant chinois d'appareils électroménagers fondé par Yu Hao en 2017. Ses principaux produits comprennent des aspirateurs sans fil, des autolaveuses, des sèche-cheveux, des tondeuses à gazon robotisées, des aspirateurs et serpillères robotisés. L'entreprise est spécialisée dans la production d'aspirateurs. En outre, elle possède et exploite une application appelée Dreamehome.
En dehors de la Chine, les produits Dreame sont également disponibles sur les marchés étrangers tels que la Malaisie, l'Australie, et les États-Unis. Après sa création, la société a été soutenue par Xiaomi, Yunfeng Capital, et Shunwei Capital. En octobre 2021, elle a levé 563 millions de dollars lors d'une levée de fonds de série C.

## Histoire
L'entreprise est née d'un projet de campus appelé « Skyworks ». En 2017, Dreame a été officiellement créé. En décembre 2018, l’entreprise a lancé son premier produit.
En 2020, Dreame a développé un moteur numérique de 150 000 tr/min. En août, elle a obtenu un investissement d'IDG Capital. En décembre, son usine intelligente de Suzhou a démarré la production.
En octobre 2021, Dreame a conclu un partenariat avec le Borussia Dortmund. L'entreprise a lancé son premier robot aspirateur-laveur en janvier 2022. En septembre 2023, il a été exposé à l'IFA.

## Produits

### Robots Aspirateurs-Laveurs
Dreame s’est d’abord développé dans le domaine des robots aspirateurs, en proposant plusieurs gammes correspondant à différents niveaux de fonctionnalités qui ont été améliorées au fil des années. La gamme « D » (notamment les modèles D9, D10, D10S) regroupe des appareils principalement conçus pour l’entretien régulier des sols, avec un système de nettoyage reposant sur une lingette humidifiée située à l'arrière du robot. La gamme « L » (par exemple L10S Pro, L10S Ultra), qui a été lancée en 2022–2023, comprend des modèles plus sophistiqués, dotés de serpillières rotatives permettant un lavage des sols plus approfondi et automatisé. Ces robots utilisent des systèmes de cartographie et de détection d’obstacles pour naviguer de manière autonome, et certains intègrent des algorithmes d’intelligence artificielle destinés à optimiser leurs déplacements en fonction de l’agencement du logement,,.
La série « X » (X30 Ultra, X40 Ultra Complete, X50 Ultra Complete) est une évolution importante des robots aspirateurs-laveurs de la marque Dreame. Ces modèles intègrent une aspiration plus puissante (jusqu’à 20 000 Pa pour le X50 Ultra Complete), des systèmes de lavage plus avancés comprenant des serpillières nettoyées à l’eau chaude et un bras motorisé extensible (MopExtend) destiné à améliorer le nettoyage des coins du logement. Ils sont également dotés de mécanismes leurs permettant de franchir des obstacles ou d’adapter leur hauteur pour atteindre des zones difficiles d’accès, comme les meubles bas,.

### Aspirateurs balais sans fils
En parallèle de ses activités dans la robotique domestique, Dreame commence à développer, au début des années 2020, une gamme d’aspirateurs balais sans fil. Cette diversification s’inscrit dans un contexte de croissance du marché des appareils ménagers portables, marqué par la généralisation des moteurs numériques compacts et l'amélioration de l'autonomie des batteries.
Les premiers modèles proposés par la marque intègrent des moteurs à grande vitesse et des systèmes de filtration multicouches, dont des séparateurs cycloniques à plusieurs cônes, déjà utilisés par d’autres fabricants du secteur. Ces technologies visent à maintenir des performances d’aspiration constantes tout en réduisant l’encrassement des filtres.

### Robots tondeuses et robots piscine
Diversifiant son offre, Dreame a récemment investi le segment de l’entretien extérieur avec des robots tondeuses (Dreame A1, A2) et des robots pour piscine (Z1 Pro & Z1). Ces produits reprennent les principes d’automatisation et de navigation intelligente tels que le LIDAR développés pour les robots aspirateurs, appliqués à la tonte du gazon ou au nettoyage des piscines.